# 霊媒師多比野福助
『霊媒師多比野福助』（すぴりっつますたーたびのふくすけ）は、漫画家速水翼の描いた漫画のタイトル。全3巻。
人気バンドのボーカルでもあり狐を操る魔使いの一族の次期長である多比野福助が、裏の仕事として心霊関係の事件を解決していく。後半は一族の巫女であり婚約者でもある大神初羅（おおみわそら）を巡っての宿敵の狼とのバトル。
続編・スピンオフに『霊媒師多比野福助 外伝』『霊媒師多比野福助II（全4巻）』『霊媒師多比野福助III 眠れる爪（全2巻）』『霊媒師多比野福助（特別編） 迷宮の住人』がある。
ネット配信されている『霊媒師=多比野福助 オモテの顔はバンドボーカル』では『II』までが収録されている。全8巻。